# Шарлотсвилл
Ша́рлотсвилл (англ. Charlottesville) — независимый город в США в штате Виргиния. В городе располагаются органы власти округа Албемарл, окружающего Шарлотсвилл, при этом округ и город являются отдельными юридическими лицами.
По данным на 2004 год население города составляло 40 745 человек. По переписи 2020 года население города увеличилось до 46 553 человек. Бюро экономического анализа объединяет город Шарлоттсвилл с округом Албемарл для статистических целей, в результате чего его население составляет примерно 160 000 человек. Шарлоттсвилль также является центром одноимённой агломерации, в которую также входят округа Албемарл, Бакингхем, Флуванна, Грин и Нельсон, с общим населением 223 825 человек (2022).

## История
Шарлотсвилл был образован в 1762 году и назван в честь Шарлотты Мекленбург-Стрелицкой, супруги короля Георга III.
В 2017 году в Шарлотсвилле прошла крупнейшая акция американских ультраправых, которая сопровождалась протестами антифашистов; на последних была совершена атака (наезд автомобилем), 1 человек погиб.

## География
Шарлотсвилл расположен в центре штата Виргиния, на берегах Риванны, притока реки Джеймс, в 185 км от Вашингтона и в 110 км от Ричмонда.
Согласно данным Бюро статистики США город занимает общую площадь 27 км², которая вся приходится на сушу.

### Климат
Шарлотсвилл имеет влажный субтропический климат (Cfa согласно классификации климата Кёппена) с четырьмя выраженными сезонами. Осадки выпадают достаточно обильно в течение всего года, самый влажный период в городе длится с мая до октября. Зимы отчасти прохладные, со средней температурой января 1,8 °C, но возможны морозы до −7 °C, обычно всего несколько ночей в году, в то время как дневная температура часто достигает отметки в 10 °C (в среднем около 10 дней в январе). Лето в Шарлотсвилле жаркое и влажное, со средней температурой июля 24,1 °C.
Снегопады в городе преимущественно лёгкие и выпавший снег быстро тает, средняя сезонная норма осадков в виде снега составляет 18 см.
- Среднегодовая температура — +13,1 °C
- Среднегодовая скорость ветра — 2,5 м/с
- Среднегодовая влажность воздуха — 64 %

| Показатель                    | Янв.  | Фев.  | Март  | Апр. | Май  | Июнь | Июль | Авг. | Сен. | Окт. | Нояб. | Дек. | Год   |
| ----------------------------- | ----- | ----- | ----- | ---- | ---- | ---- | ---- | ---- | ---- | ---- | ----- | ---- | ----- |
| Абсолютный максимум, °C       | 27,8  | 27,2  | 31,7  | 36,7 | 36,1 | 37,2 | 38,9 | 37,8 | 36,7 | 33,3 | 30,0  | 26,7 | 38,9  |
| Средний суточный максимум, °C | 6,8   | 9,2   | 14,1  | 19,7 | 23,8 | 28,4 | 30,1 | 29,3 | 25,7 | 19,9 | 14,2  | 8,3  | 19,1  |
| Средняя температура, °C       | 1,8   | 3,4   | 7,7   | 12,9 | 17,3 | 22,2 | 24,1 | 23,3 | 19,3 | 13,3 | 8,3   | 3,2  | 13,1  |
| Средний суточный минимум, °C  | −3,3  | −2,4  | 1,4   | 6,3  | 10,9 | 16,0 | 18,2 | 17,3 | 13,1 | 6,8  | 2,4   | −1,9 | 7,1   |
| Абсолютный минимум, °C        | −23,3 | −17,2 | −11,7 | −5,6 | −1,1 | 4,4  | 8,3  | 6,7  | 2,8  | −3,9 | −7,8  | −20  | −23,3 |
| Норма осадков, мм             | 70    | 69    | 93    | 85   | 101  | 95   | 110  | 92   | 114  | 79   | 97    | 80   | 1085  |
| Источник: Погода и климат     |       |       |       |      |      |      |      |      |      |      |       |      |       |

## Экономика

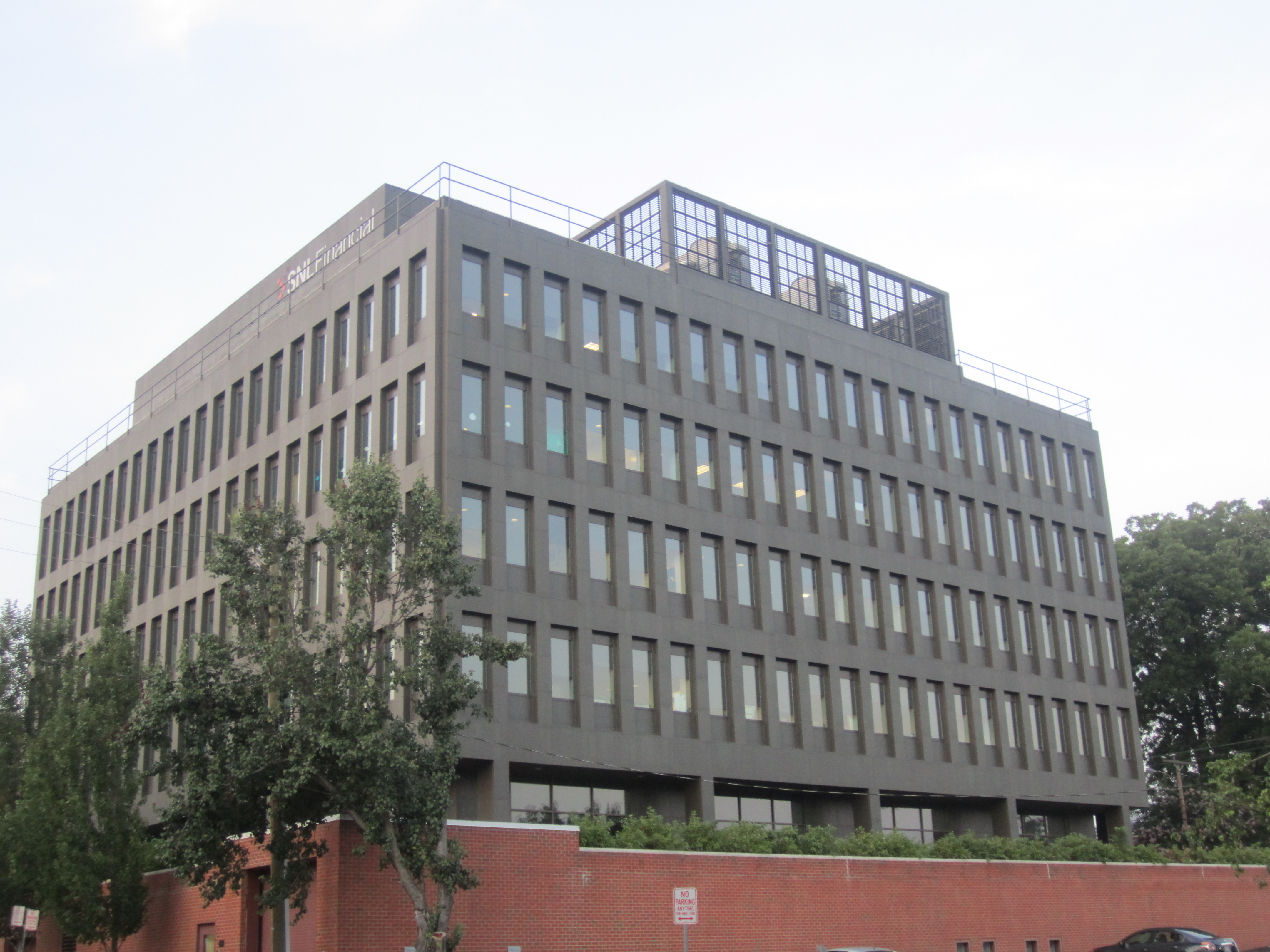
Здание S&P Global в Шарлоттсвилле/

В Шарлоттсвилле расположены штаб-квартира Национальной радиоастрономической обсерватории, обсерватория Леандера Маккормика и Институт сертифицированных финансовых аналитиков (CFA Institute). Его обслуживают больница Марты Джефферсон (Sentara Martha Jefferson Hospital), основанная в 1903 году, и больница Университета Виргинии. В районе Шарлоттсвилля находится Национальный центр наземной разведки (NGIC). Крупнейшими работодателями города являются университетский медицинский центр, мэрия, UVA Health Services Foundation, городской школьный округ, Servicelink Management Com Inc, Aramark Campus LLC, WorldStrides (Lakeland Tours), Association for Investment Management, Rmc Events, Crutchfield Corporation, Emerson Automation Solutions, PepsiCo и S&P Global.
Важной отраслью городской экономики является пивоварение. В черте Шарлоттсвилля или вблизи него располагаются сразу десять пивоваренных заводов, в том числе, филиал пивоварни Devil's Backbone. Первой пивоварней в городе была пивоварня Blue Ridge Brewery на Уэст-Мейн-стрит, которой владели и управляли внуки писателя Уильяма Фолкнера.
18 % работающих в Шарлоттсвилле живут в самом городе, а 82 % ездят в город на работу. 42 % тех, кто едет в Шарлоттсвилл, живут в округе Албемарл. В свою очередь, 11 497 жителей Шарлоттсвилля работают за пределами города, из них 51 % имеют работу в округе Албемарл. В 2016 году уровень безработицы в Шарлоттсвилле составлял 3,3 %.

## Спорт

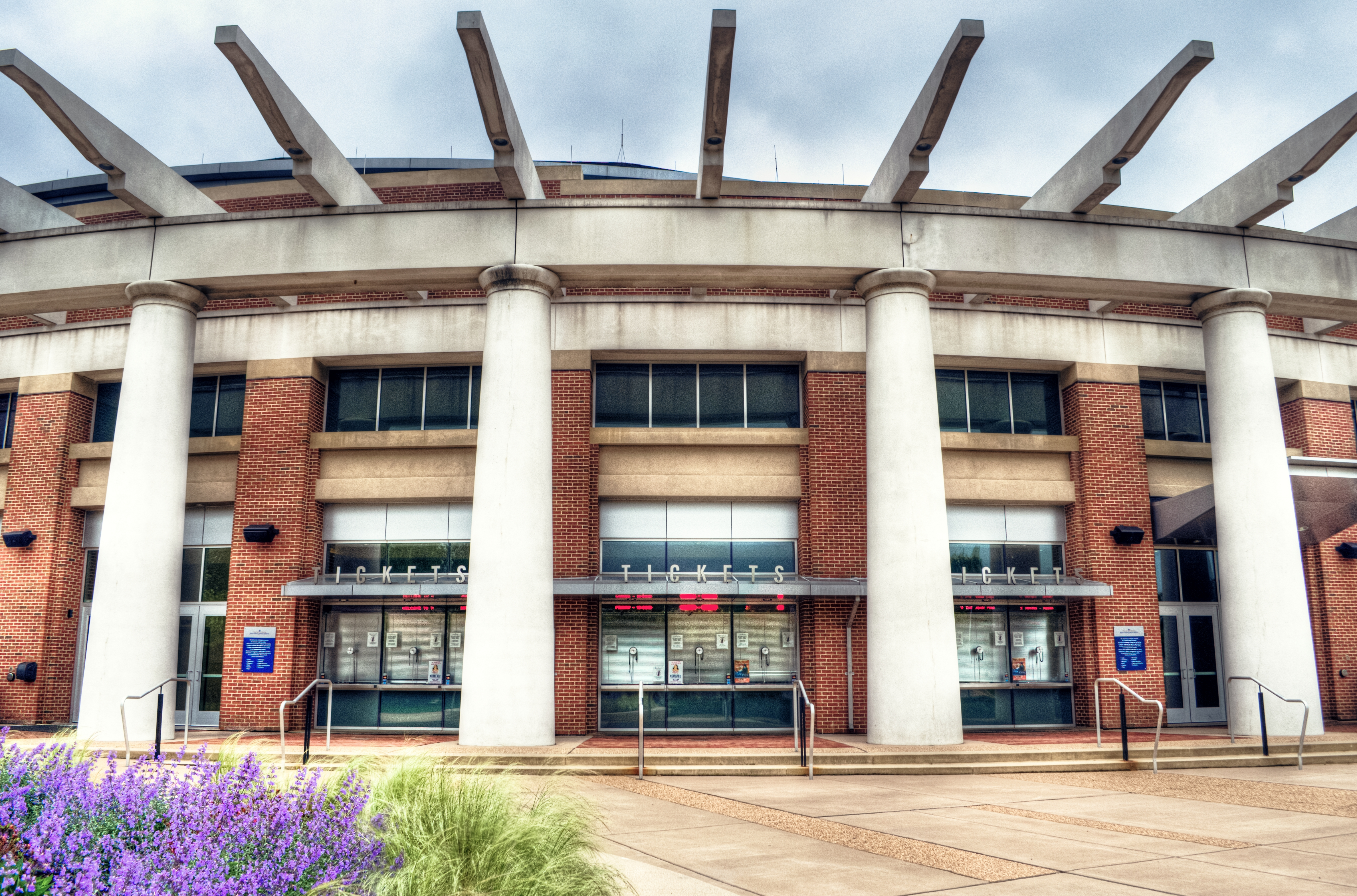
Арена Джона Пола Джонса, домашний стадион баскетбольной команды «Виргиния Кавальерс».

В Шарлоттсвилле нет профессиональных спортивных команд, но город является домом для команд «Виргиния Кавальерс», представляющих Университет Виргинии, одна из которых выиграла национальный чемпионат NCAA по баскетболу среди мужчин 2019 года. Команды «Кавальерс» занимаются разными видами спорта, от соккера до баскетбола, имеют множество поклонников по всему штату и располагают современными стадионами, на которых помимо спортивных событий также проходят концерты таких звёзд как Dave Matthews Band, The Rolling Stones и U2.
За свою историю «Кавальерс» 33 раза становились чемпионами NCAA, в том числе 10 раз по лакроссу (7 раз среди мужчин и трижды среди женщин), 7 раз по соккеру среди мужчин, 6 раз по теннису среди мужчин, трижды по плаванию среди женщин, дважды по кроссу и гребле среди женщин, по одному разу по баскетболу, бейсболу и боксу.
Спортивные команды старших классов Шарлоттсвилля занимают видное место в штате, не раз становясь чемпионами среди школьников по лякроссу, соккеру, футболу, кроссу и другим видам спорта.
Шарлоттсвилль также является домом для любительских команд по бейсболу Charlottesville Tom Sox из летней VBL (чемпионы лиги в 2017 и 2019 годах) и соккеру Charlottesville Alliance FC, выступающей в NPSL.

## Известные жители
С момента основания Шарлоттсвилля он был домом для множества известных личностей, от американских президентов Томаса Джефферсона и Джеймса Монро до писателей Эдгара Аллана По и Уильяма Фолкнера, так же, в нём покончил с собой писатель Брис Пэнкейк.
В Шарлоттсвилле и округе Албемарл жили звезда НФЛ Ральф Хорвин, кинозвёзды Роб Лоу, Сисси Спейсек, Джессика Лэнг и Сэм Шепард, писатель Джон Гришэм, телевизионный режиссёр и писатель Рэймонд Остин, поэтесса Рита Дав, музыканты Dave Matthews Band и поп-рок-группы Parachute, а также мультимиллиардеры Джон Клюге и Эдгар Бронфман-старший.
В период с 1968 по 1984 год Шарлоттсвилл был домом Анны Андерсон, наиболее известной из женщин, выдававших себя за великую княжну Анастасию, дочь последнего российского императора Николая II, якобы выжившей после убийства царской семьи в 1918 году. В Шарлотсвилле последние годы жизни провёл Г. Е. Боткин, сын Евгения Боткина, лейб-медика семьи Николая II.
В городе также жил тибетский лама Тензин Вангьял Ринпоче, позднее переехавший в Калифорнию.

## Города-побратимы
- Безансон, Франция
- Плевен, Болгария
- Поджо-а-Кайано, Италия